# センチュリー (電子機器)

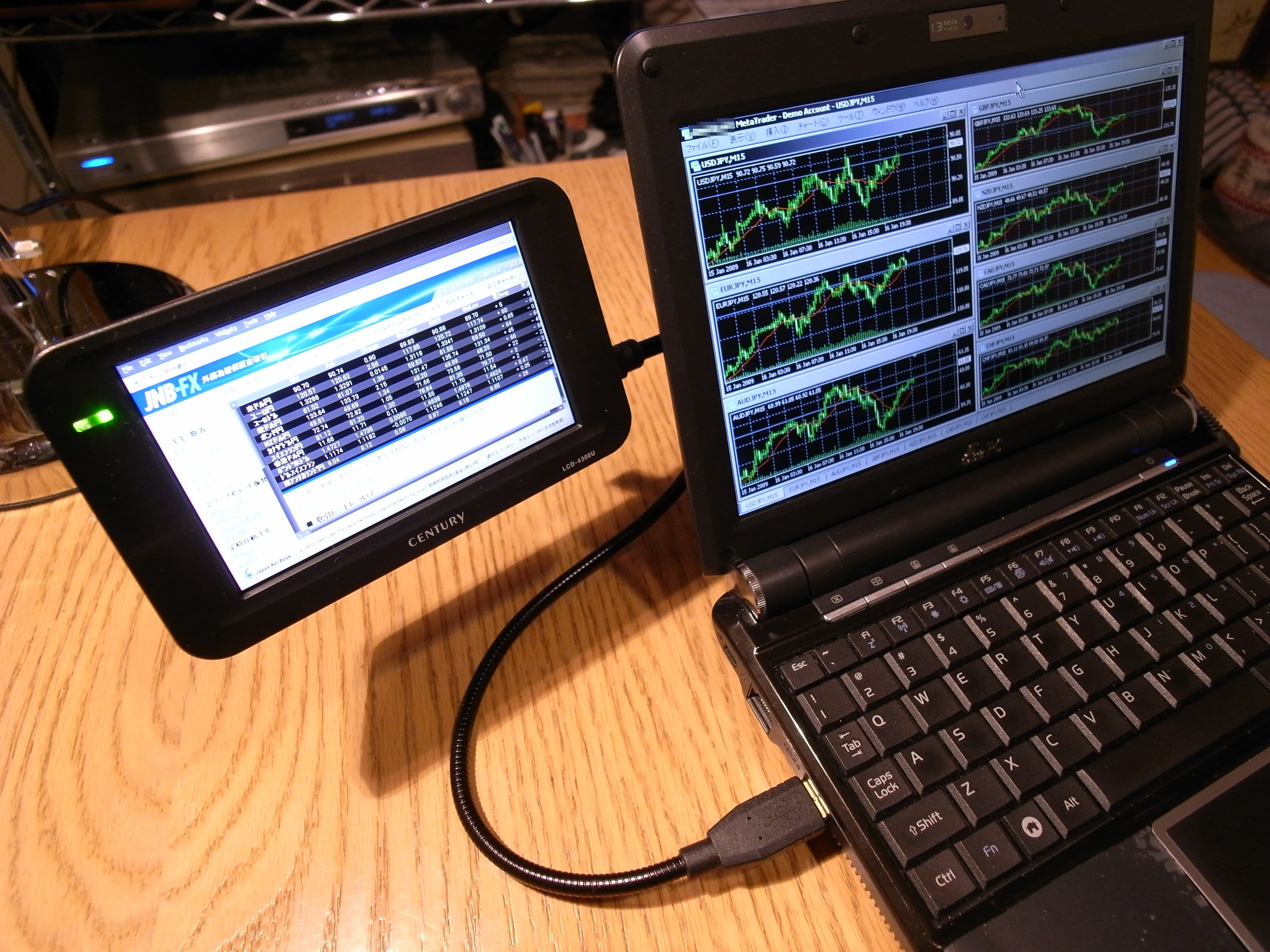
センチュリーのUSB小型液晶モニター

株式会社センチュリー（Century Corporation）は、東京都台東区に本社を置く電子機器（PC周辺機器・モバイル機器・防災機器）メーカーである。
代表的な製品としてハードディスクドライブケースの「裸族」シリーズがある。マスコットキャラクターは裸族坊やセンちゃん。近年では主力事業になりつつある「見張り番（高度地震速報機、蓄電池、感震ブレーカー）」シリーズの販売が急速に伸長している。特に高度地震速報機の自治体案件のマーケットシェアは95％を越え、一般法人・個人向けを合わせると導入件数は3万5,563台（2018年3月末時点）になる。また、中学校「科学1」の教科書や副読本にも製品、社名が掲載され、広く社会に認知されている。今後は、巨大地震後の津波や水害に対応するべく「津波・水害の見張り番」（1.緊急避難セット、2.世界最高水準の耐雨・耐風性能を有する災害対策用多機能型スーパードローン、3.水中捜索ロボット）を順次、市場投入し、防災事業の基盤を更に強化していく予定である。

## 沿革
- 1987年 - 株式会社センチュリー設立。
- 1994年 - 千葉県柏市に物流センター設置。
- 1998年 - 東京都台東区に本社を移転。
- 2009年 - BCN AWARD 2009のドライブケース部門で第1位を受賞する[2]。

## 事業所
- 本社 - 東京都台東区
- サポート・柏物流センター - 千葉県柏市
- 秋葉館営業部 - 東京都千代田区
- ドーム営業部 - 北海道札幌市

## 裸族シリーズ
裸族シリーズは、センチュリーの展開するHDD周辺機器のシリーズ。HDDをバルク（裸）で使用しているユーザー向けのシリコン製HDDケース「裸族の服」が最初の製品で、第2弾となるダンボール製HDDケース「裸族の村」もヒットしたことからシリーズ化した。奇抜なネーミングは全て前社長の故加川博久が決めていた。
裸族坊やセンちゃんというマスコットがおり、製品のパッケージに描かれている。全裸の股間をHDDで隠した格好をしている。諸外国にも輸出されている。香港とマカオでは日本と同じ「裸族」のネーミングで日本と同じパッケージで売られており、特に「裸族のお立ち台」は2万台を売る大ヒットとなり、裸族坊やも人気だという。ただし欧米や中東では裸のキャラクターはNGなので、それらの国では別パッケージで売られている。